# Khulna (district)
Khulna est un district du Bangladesh. Il est situé dans la division de Khulna. La ville principale est Khulna.

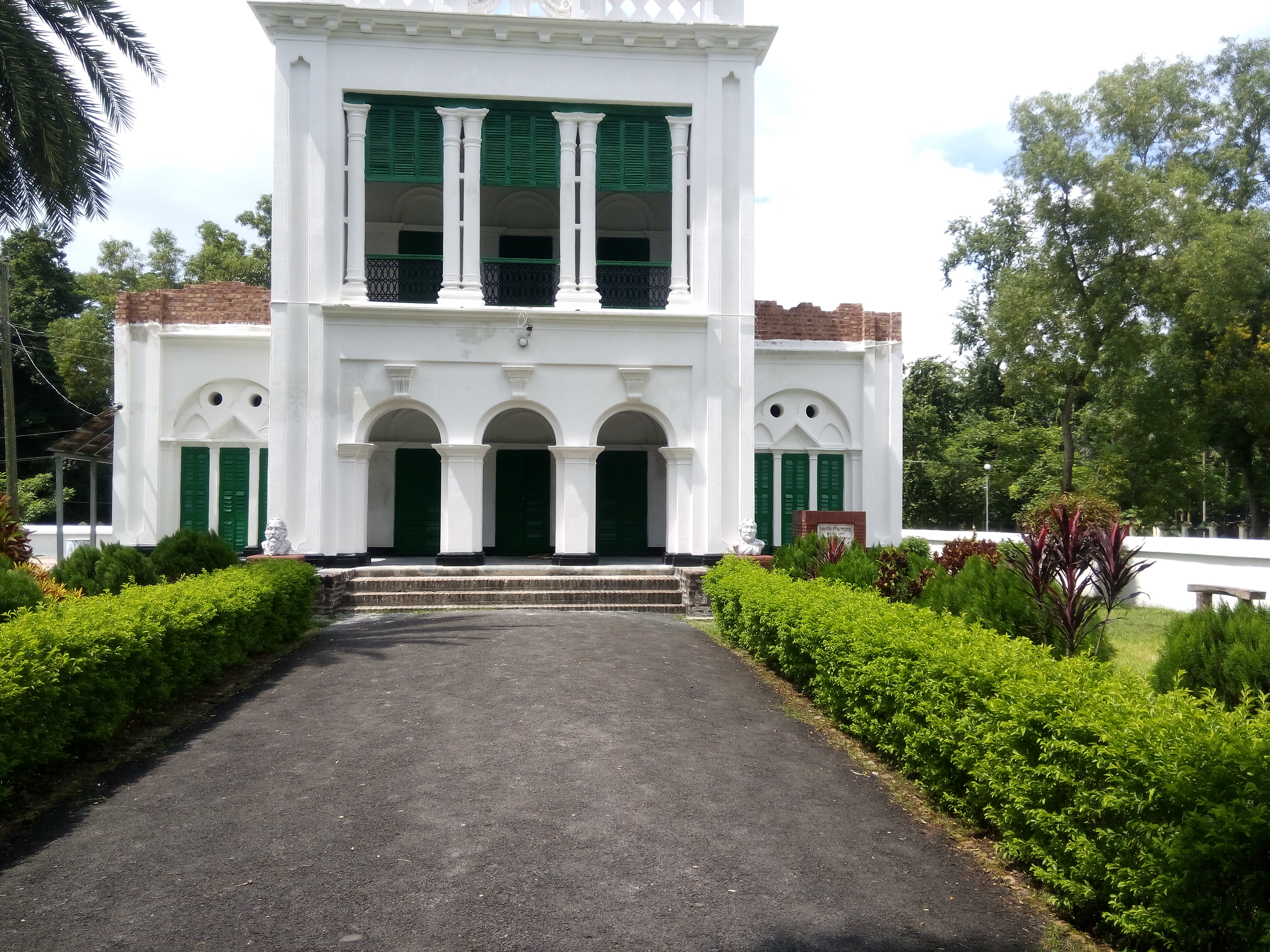
Maison du beau-père de Rabindranath Tagore